# Susan Calvin
Susan Calvin is in de boeken van Isaac Asimov een robot-psycholoog en robotdeskundige die vaak te hulp wordt geroepen als men onverwachte problemen ervaart met de robots met hun positronisch brein. Door haar kennis van de drie wetten van de robotica en de gevolgen daarvan voor het handelen van de robots weet zij het voor anderen raadselachtige gedrag van de robots te verklaren en meestal het dreigende schandaal voor haar werkgever, de fabrikant van de robots, te voorkomen. 
Calvin wordt geportretteerd als een gedreven, wat humorloze, ongetrouwde blauwkous met een passie voor robots, die zij hoger schat dan mensen. "Ze zijn in hun diepste wezen fatsoenlijk".